# Piranga à capuchon
Piranga rubriceps
Espèce
Statut de conservation UICN

 LC   : Préoccupation mineure
Le Piranga à capuchon, anciennement Tangara à capuchon (Piranga rubriceps) est une espèce de passereaux de la famille des Cardinalidae qui était auparavant placée dans la famille des Thraupidae.

## Répartition
On le trouve en Colombie, Équateur et Pérou.

## Habitat
Il vit dans les montagnes humides subtropicales ou tropicales.